# 狩生站

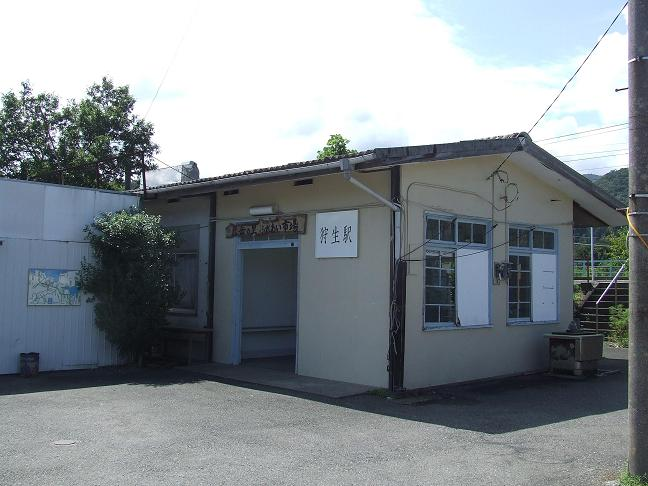
2008年時的站房，仍可見到未拆去的舊站務室及貼近的商店。

狩生站（日语：／ Kariu eki */?）是位於大分縣佐伯市，屬於九州旅客鐵道（JR九州）日豐本線的車站。本站現時為無人站。
1953年，當地居民發起設置車站運動。最終國鐵在1958年7月20日開始興建車站。在建設車站期間，原來並行的國道217號 (日本)需要向海邊遷移470米。

## 車站構造

### 站房
本站為木造的單層站房，於車站開業時建成，採用國鐵鄉郊形的設計，左方為站務室及職員留宿處，右側為候車大堂及通道，設有一張候車長櫈。本站並沒有設置自動售票機。站房的右側建有一座男、女獨立式洗手間及單車停泊場。
站房的左前方曾另建一座單層商店，與站房的原站務室的窗戶緊貼在一起，成為獨特的景緻。2016至2017年間，原站務室部份被拆去，只保留下右邊的站房。而該商店於2020年左右亦被拆走。

### 月台
設有側式月台2個。車站小屋與對面月台之間設有跨線橋連接。月台長200米。車站小屋（總樓面66.5平方米）在開業當時已經存在。在星期日上午設有當地農產品與海鮮直銷處。
在乘車時，若列車設有列車長乘務，需向車長購買乘車票。若列車為一人控制班次，上車時只領取整理票，在下車時需補票（小倉至佐伯之間的一人控制列車不在車內補票）。同路線使用這個上下車方法的車站有龍水站。
| 月台 | 路線      | 上下行 | 方向                               |
| ---- | --------- | ------ | ---------------------------------- |
| 1    | ■日豐本線 | 下行   | 佐伯方向                           |
| 2    | ■日豐本線 | 上行   | 大分、龜川、日出、中山香、中津方向 |

## 歷史
- 1959年4月15日：日本國有鐵道車站啟用[2]。
- 1987年4月1日：隨國鐵分割民營化，車站由九州旅客鐵道（JR九州）營運。
- 2017年：

- 9月17日：受到颱風泰利影響，全線整日停運，車站內出現水浸。
- 9月19日：臼杵站至延岡站之間不通，開設代行巴士（各站停車）來往臼杵站至佐伯站之間。
- 12月18日：臼杵站至佐伯站之間重開，代行服務終止。

## 使用狀況
在2015年（平成30年）度，1日平均乘車人次為16人，2016年度起不再顯示各車站使用人數。
| 乘車人員變遷 | 乘車人員變遷 |
| 年度         | 1日平均人次  |
| ------------ | ------------ |
| 2000         | 28           |
| 2001         | 28           |
| 2002         | 30           |
| 2003         | 27           |
| 2004         | 19           |
| 2005         | 17           |
| 2006         | 16           |
| 2007         | 12           |
| 2008         | 12           |
| 2009         | 11           |
| 2010         | 12           |
| 2011         | 14           |
| 2012         | 21           |
| 2013         | 22           |
| 2014         | 18           |
| 2015         | 16           |

## 車站周邊
- 西上浦郵局
- 西上浦小學
- 彥島
- 國道217號（日语：国道217号）[2]
- 狩生鍾乳洞（日语：狩生鍾乳洞）

## 相鄰車站
九州旅客鐵道
■日豐本線
淺海井－狩生－海崎

## 外部連結
- JR九州狩生站 （页面存档备份，存于）